# Euridika Egipatska
Euridika Egipatska (grčki Eυρυδικη = "široka pravda") je bila kraljica supruga drevnog Egipta, supruga faraona Ptolemeja I. Sotera, koji je osnovao dinastiju Ptolemejevića.
Njezin je otac bio general Antipater Makedonac te je bila sestra kralja Kasandra.
Njezina su djeca bili:
- Ptolemej Keraun
- Meleagar
- sin
- Lisandra
- Ptolemaida